# Estación de Aeropuerto T1-T2-T3
Aeropuerto T1-T2-T3 es una estación de la línea 8 del Metro de Madrid situada junto a la terminal T2 del Aeropuerto Adolfo Suárez Madrid-Barajas, en el distrito homónimo de Madrid.

## Historia
La estación abrió al público el 14 de junio de 1999 con el nombre de Aeropuerto, siendo inaugurada por los Reyes de España junto con el presidente de la Comunidad de Madrid. La construcción de la estación y de parte de la línea a la que pertenece ha sido financiada con fondos de cohesión de la Unión Europea. La estación fue terminal de la línea hasta el 7 de septiembre de ese mismo año, momento en que se abrió el tramo que faltaba de la primera fase de construcción de la línea. El 3 de mayo de 2007 cambió de nombre por el actual al abrirse al público la prolongación hasta la estación de Aeropuerto T4.
Su tarifa corresponde a la zona A según el Consorcio Regional de Transportes , pero se cobra un suplemento. Presenta la particularidad de requerir el pago de un suplemento especial de 3 € para los usuarios de billete sencillo o metrobús, de igual manera que ocurre en la estación de Aeropuerto T4.
A pesar de habérsele cambiado el nombre y siendo actualmente la estación de Aeropuerto T4 terminal de la línea 8, en las señalizaciones de las estaciones correspondientes con dicha línea aparece escrito como cabecera el nombre anterior de esta estación. 

## Accesos
Vestíbulo Aeropuerto
- Terminales T1, T2, T3 Próximo a la terminal 2
- Ascensor Próximos a la terminal 2. (2 ascensores)

## Líneas y conexiones

### Metro
| << cabecera        | < estación      | línea | estación > | cabecera >>   |
| ------------------ | --------------- | ----- | ---------- | ------------- |
| Nuevos Ministerios | Feria de Madrid |       | Barajas    | Aeropuerto T4 |

### Autobuses
| Diurnos           |                      |                             |
| Línea             | Destino              | Parada                      |
| 101               | Canillejas           | 3542 AEROPUERTO T2-LLEGADAS |
| 200               | Avenida de América   | 3542 AEROPUERTO T2-LLEGADAS |
| Exprés Aeropuerto | Estación de Atocha   | 3542 AEROPUERTO T2-LLEGADAS |
| 101               | Aeropuerto / Barajas | 4853 AEROPUERTO T2-SALIDAS  |
| 200               | Aeropuerto T4        | 4853 AEROPUERTO T2-SALIDAS  |
| Exprés Aeropuerto | Aeropuerto T4        | 4853 AEROPUERTO T2-SALIDAS  |
| Nocturnos         |                      |                             |
| Línea             | Destino              | Parada                      |
| Exprés Aeropuerto | Plaza de Cibeles     | 3542 AEROPUERTO T2-LLEGADAS |
| Exprés Aeropuerto | Aeropuerto T4        | 4853 AEROPUERTO T2-SALIDAS  |

| Diurnos |                                                 |                             |          |
| Línea   | Destino                                         | Parada                      | Operador |
| 824     | Torrejón de Ardoz-Alcalá de Henares             | 3542 AEROPUERTO T2-LLEGADAS | ALSA     |
| 824     | Madrid (Aeropuerto) (Sólo descenso de viajeros) | 4853 AEROPUERTO T2-SALIDAS  | ALSA     |

## Futuro
En marzo de 2020, la Comunidad de Madrid confirmó la ampliación de la línea 5 desde Alameda de Osuna hasta esta estación, donde conectará con la línea 8. Las obras comenzaron el 19 de mayo de 2025, inaugurándose la ampliación previsiblemente en 2028, añadiendo 1,7 nuevos kilómetros a la línea con un presupuesto de 181 millones de euros.